# Shorea foraminifera
Shorea foraminifera är en tvåhjärtbladig växtart som beskrevs av Peter Shaw Ashton. Shorea foraminifera ingår i släktet Shorea och familjen Dipterocarpaceae. Inga underarter finns listade i Catalogue of Life.